# Bengt Andersson (piragüista)
Bengt Mikael Andersson (Tillberga, 6 de noviembre de 1961) es un deportista sueco que compitió en piragüismo en la modalidad de aguas tranquilas. Ganó cinco medallas en el Campeonato Mundial de Piragüismo entre los años 1982 y 1987.
Participó en los Juegos Olímpicos de Los Ángeles 1984 y Seúl 1988, donde finalizó octavo en los dos Juegos Olímpicos que disputó (1984: K2 1000 m, 1988: K4 1000 m).

## Palmarés internacional
| Campeonato Mundial | Campeonato Mundial    | Campeonato Mundial | Campeonato Mundial |
| Año                | Lugar                 | Medalla            | Evento             |
| ------------------ | --------------------- | ------------------ | ------------------ |
| 1982               | Belgrado (Yugoslavia) | Medalla de oro     | K4 1000 m          |
| 1983               | Tampere (Finlandia)   | Medalla de bronce  | K2 10 000 m        |
| 1985               | Malinas (Bélgica)     | Medalla de oro     | K4 1000 m          |
| 1985               | Malinas (Bélgica)     | Medalla de plata   | K4 10 000 m        |
| 1987               | Duisburgo (RFA)       | Medalla de plata   | K4 1000 m          |